# Mizaga racovitzai
Mizaga racovitzai är en spindelart som först beskrevs av Fage 1909.  Mizaga racovitzai ingår i släktet Mizaga och familjen kardarspindlar. Inga underarter finns listade i Catalogue of Life.